# Merogomphus pavici
Merogomphus pavici är en trollsländeart som beskrevs av Martin 1904. Merogomphus pavici ingår i släktet Merogomphus och familjen flodtrollsländor. IUCN kategoriserar arten globalt som livskraftig. Inga underarter finns listade i Catalogue of Life.